# Siemens Combino Supra
A Siemens Combino Supra, más néven Combino MkII vagy Combino Plus a klasszikus Combino  megújított típusa, a későbbi Avenio termékcsalád első generációja, rozsdamentes acélból és könnyű műanyagokból készült villamos.

## Közlekedtetése

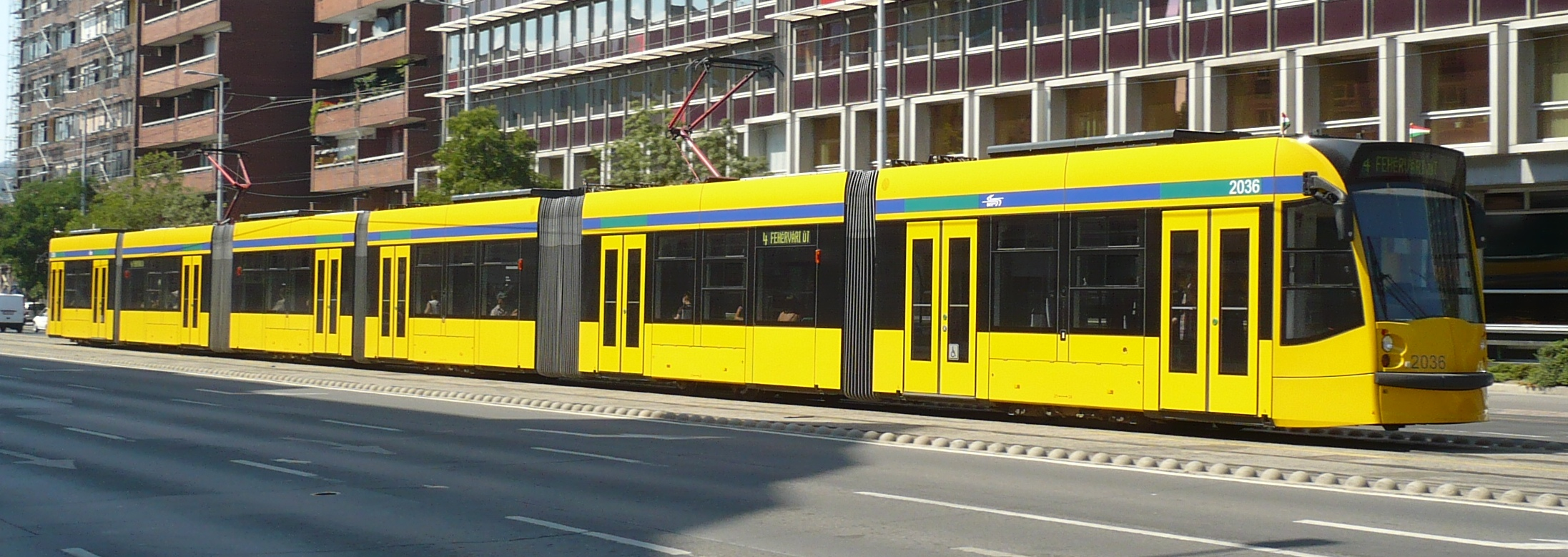
Combino Supra Budapest NF12B

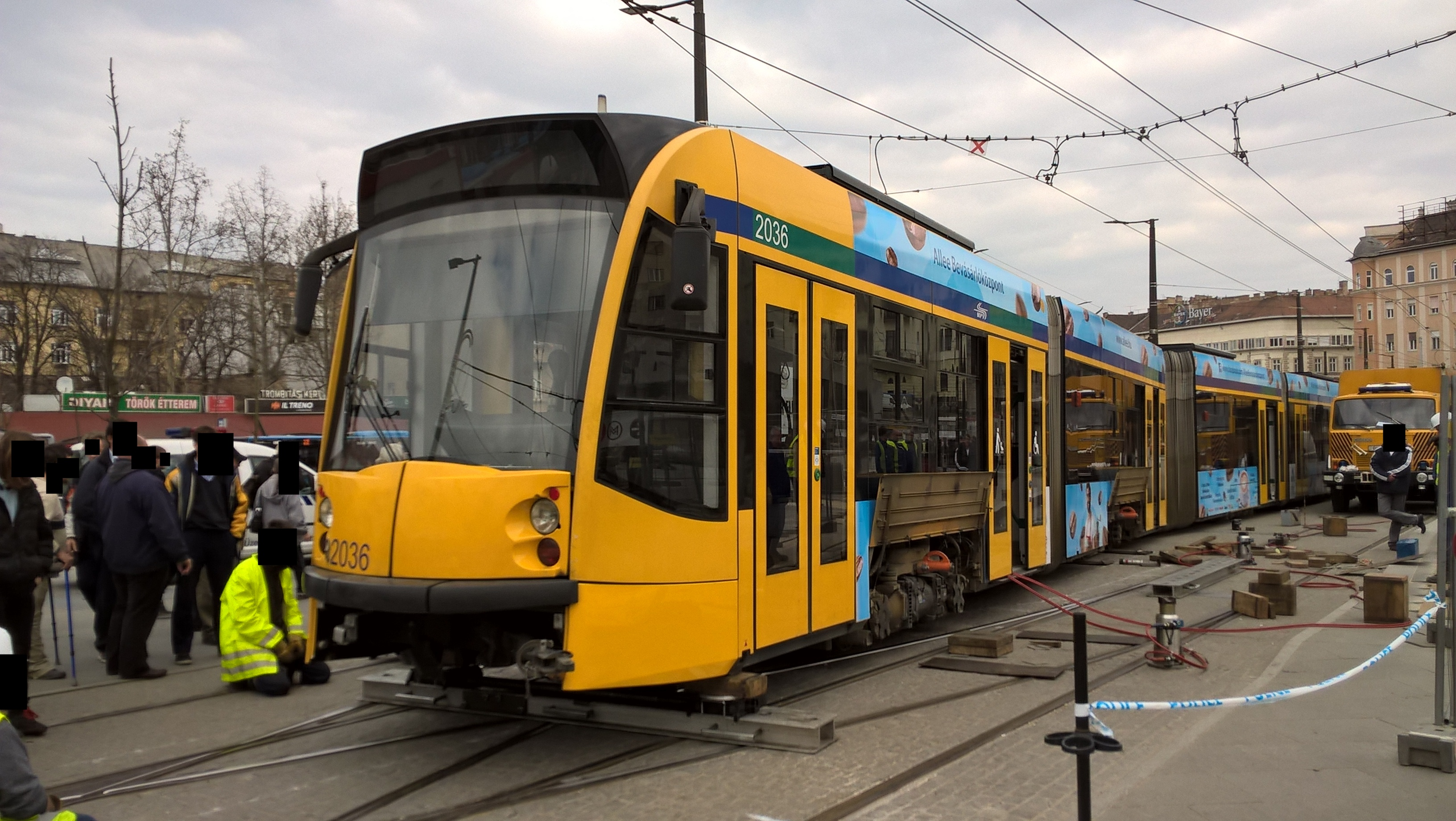
Az aláváltás miatt kisiklott 2036-os Combino műszaki mentése a budapesti Széll Kálmán téren 2016. március 21-én

### Budapest
A magyar fővárosban a legnagyobb forgalmú vonalon, a nagykörúti 4-es és 6-os viszonylatokon, továbbá a Hungária körgyűrűn az 1-esen közlekedtet Combino villamosokat a BKK megrendelésére a BKV.

#### Főbb paraméterei
- Az 54 méter hosszú és 2,4 méter széles, 12 tengelyes jármű 6 modulból áll, teljes hosszában átjárható. A padlómagasság végig 350 mm (az ajtóknál a küszöb magassága enyhe lejtővel 320 mm-re csökken).
- Mindkét oldalon 8-8 széles, ún. külső lengő-tolóajtó található, ezeken a kétszárnyú ajtókon a gyermekkocsival, vagy kerekesszékkel utazók is akadálytalanul áthaladhatnak.
- A villamoson 353 férőhely található, melyből 64 ülőhely. Elvi befogadóképessége 6%-kal nagyobb, mint a korábban a Nagykörúton közlekedő csatolt Ganz csuklós járműveké.
- A villamos maximális konstrukciós sebessége 70 km/h, engedélyezett sebessége jelenleg 50 km/h. (Az elektronika 60 km/h-ra korlátozza.)
- A Combino nagyobb teljesítménye ellenére kevesebb áramot fogyaszt (természetesen klíma vagy fűtés nélkül), mint a korábbi Ganz villamosok. Fékezéskor a jármű elektromos energiát táplál vissza a hálózatba.
- A jármű korszerű audiovizuális külső és belső utastájékoztató rendszerrel készült. Érdekessége, hogy belülről az ajtóknál az utasok beszélni tudnak a járművezetővel.
- Járművenként két kijelölt (második és hetedik ajtónál) akadálymentesített szakasz szolgálja a ki- és beszállást, ahol a járműbelsőben rögzítésre alkalmasan lehet kerekesszékkel utazni.
- A Budapest részére rozsdamentes acélból gyártott villamosok nagy szilárdságú kocsiszekrénnyel készülnek.
- A jármű-kialakítás biztosítja a chipkártya-leolvasók későbbi felszerelésének befogadását.

#### Problémás indulás
Az első Combino Supra NF12B típusú jármű (a 2001-es pályaszámú) 2006. március 14-én hajnalban érkezett Budapestre, s alig egy évre rá, 2007. május 7-én megérkezett az utolsó, 40. példány is.
Az akkori áron 36 milliárd forintért vásárolt villamosok Demszky Gábor budapesti főpolgármester önkormányzati választási kampányában jelentős szerepet kaptak. Híradások szerint 2006. július 9. és 31. között több mint hússzor akadt el a forgalom az új szerelvények érkezése előtt végrehajtott rekonstrukciók hibás kivitelezése miatt. Oszlopkidőlések, vezetékszakadások és áramszedőtörések bénították Budapest legforgalmasabb villamosvonalát, és az üzemzavarokat legtöbb esetben a 3,5 milliárd forintért elvégzett, elsietett felújítási munkák okozták. (Ebben benne volt Hungária kocsiszín átalakításának költsége is, ahova az új villamosok érkeztek.) Az ügy kapcsán többen Demszky Gábor felelősségét is felvetették, de ő ezt elutasította. A felmerült hibák elhárításáig kivonták a villamosokat a forgalomból. 2006 nyarán sokszor az új villamosok is felmondták a szolgálatot, sok kocsinak ajtóhibája volt, vagy egyszerűen csak leálltak. Az utolsó Combino Supra villamos 2007. május 7-én érkezett meg Budapestre, ezzel párhuzamosan a Ganz csuklós villamosok szerepe háttérbe szorult. A búcsúztató közel sem volt valós, hisz a folyamatos javítások, (klímásítás, nagyobb ablakok) a sűrítések (metrópótlás, Kiskörút, 2-es villamos) a későbbiekben is igényelték és igényelni fogják a 36-38 szerelvény közlekedését, ami csak Combinóval nem mindig oldható meg.

#### Fűtés és hűtés

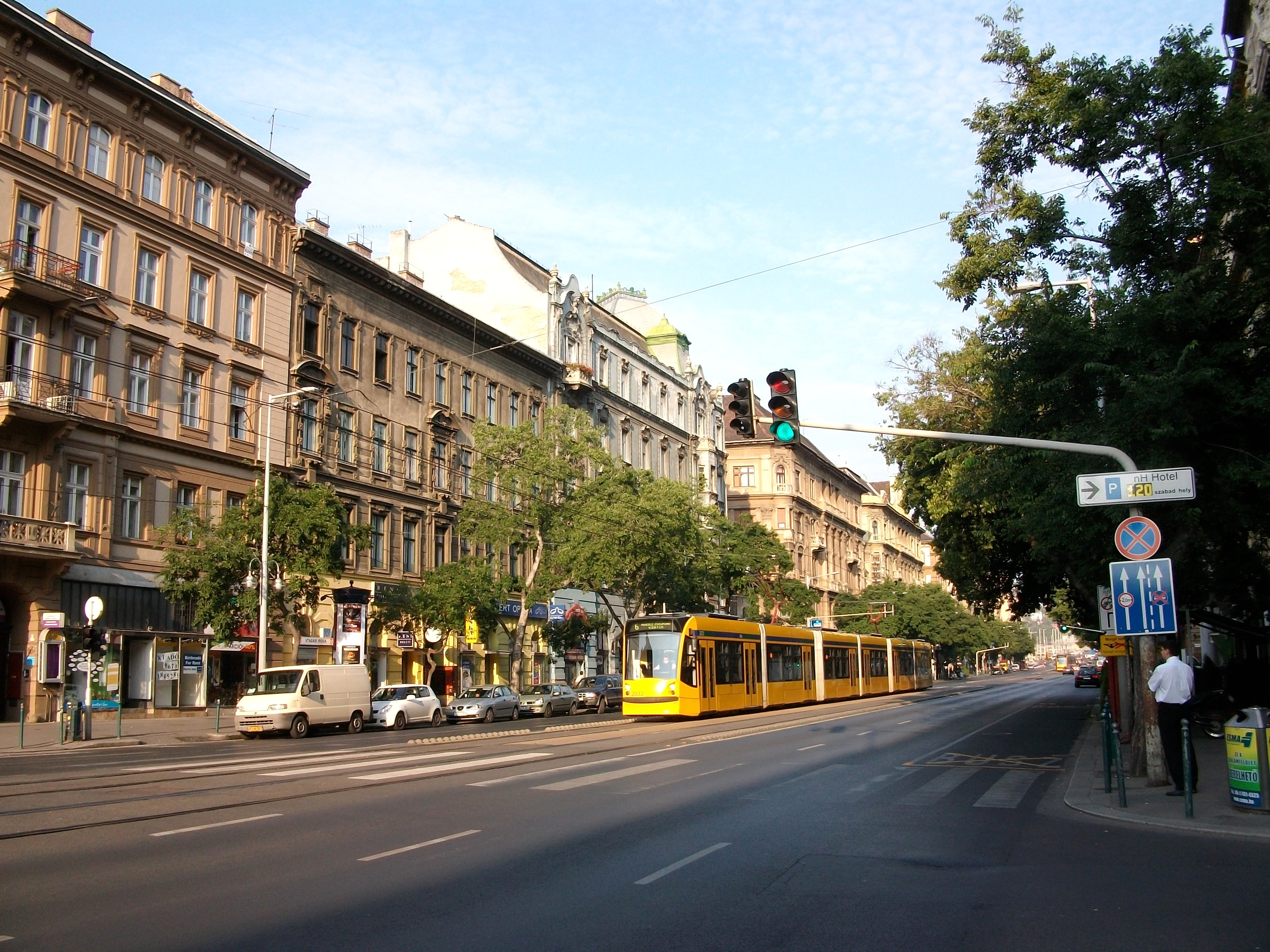
Combino a Szent István körúton

Az utastérben télen légfűtés, illetve padlófűtés működik. Az utóbbit kiszerelték. Nyáron légbefúvás és elhúzható oldalablakok segítik a légcserét. Kezdetben csak a vezetőállásban üzemelt klímaberendezés, később három járművet (2006, 2007, 2008) próbából átalakítottak. A 2006-os ablakainak nagy részén még egy szokásos méretű elhúzható részt építettek be, a 2007-es középső rövidcsuklós egységét klimatizálták, míg a 2008-as pályaszámút nagyobb teljesítményű elszívóval szerelték föl. Ezeken a villamosokon a járművezető klímáját megcsapolták, és a paraván közelébe fújták a plafonról. Később egy szavazás a BKV honlapján eldöntötte, hogy az első két változat keverékét építik be a villamosokba. Így a 2007-es a két szélső rövidcsuklós részbe több elhúzható ablakrészt kapott, és a középső modul klímáját is megtartották. Ezután a többi jármű is hasonló módosításon esik át. BKV lezártnak tekintette a projektet, szakmai körökben viták folytak arról, hogy a teljes légkondicionálás, a még nagyobb teljesítményű elszívó, vagy a ténylegesen nagyobb nyitható ablakfelület jelenti a megoldást, vagy ennek megfelelő együttes beépítése. Legtöbben a teljes klimatizálást támogatták. Végül a teljes klímatizálás valósult meg a járművek két végén nagyobb eltolható ablak felülettel kombinálva. A projekt 2008 júniusában fejeződött be és 1,6 milliárd forintba került.[forrás?] A nagy teljesítményű Thermo King klímaberendezés három, fehér színű dobozát a tetőn a szellőző gépek helyére építették be.

#### Egyéb fejlesztések
2016. február 26-án forgalomba állt az első kettő FUTÁR-ral és kamerával felszerelt Combino. Ezeknek a pályaszámaik 2003 és 2013. Később követte őket a beépítésben a 2006-os, a 2002-es és 2004-es pályaszámú villamos is. A kivitelező csődje miatt a projekt folytatása leállt, a következő, 2001-es pályaszámú villamos 2017 augusztus végén állt újra forgalomba, immár a FUTÁR-ral felszerelve. 2018. március 1-jétől a nagykörúti villamosvonalak is a FUTÁR részévé váltak, így a megállóhelyi kijelzőkön is megjelenik várható érkezésük.
2020 nyarán a Covid19-járvány alatt a 2020-as pályaszámú Combino kapott egy maszkot mindkét végére dekorációnak, ezzel is felhívva Budapest lakosságának figyelmét a maszkhasználat fontosságára.
A Boráros téri ráfutásos balesetben súlyosan megrongálódott és leselejtezett 2014-es és 2026-os számú villamosok épen maradt moduljaiból és alkatrészeiből építették meg a 2023-ban forgalomba állított 2041-es pályaszámú villamost.
A hétköznapok
A Combinókat a Hungária kocsiszínből adják ki a forgalomba. A Nagykörútra a Népszínház utcán vagy a Mester utcán keresztül jutnak el. A tanuló- és próbajáratok rendszerint a Hungária körúton, az 1-es villamos vonalán szoktak közlekedni.

### Lisszabon

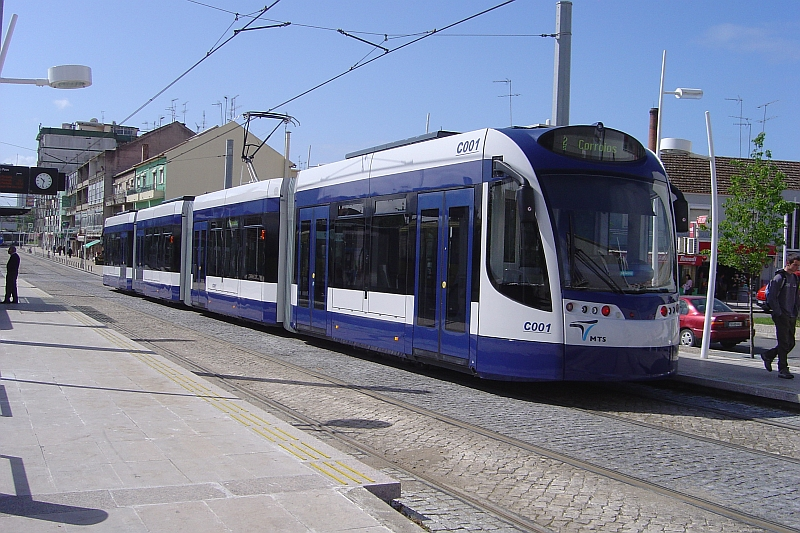
A lisszaboni Combino Supra

Bár a felépítése messzemenően megegyezik a budapesti típuséval, néhány különbséget érdemes megemlíteni. A szerelvények a budapestinél szélesebbek, így a kerékdobok fölött dupla ülés található. A nagyobb helynek köszönhető az is, hogy a „kakasugratón” két-két szék van oldalanként, igaz, a menetiránynak 90°-kal elfordítva. Bár a járműszekrények nagyrészt 2,65 m szélesek, a kicsapás miatt a csuklószerkezet a 2,4 méteres szélességhez van építve, a kettő közötti átmenetet a kocsiszekrény vége és az ajtó / ablak közötti távolság adja. A szélesebb szabad területek miatt további plafon-padló kapaszkodókat is fölszereltek, hogy minden utasnak lehetősége legyen fogódzkodni. 

## Külső hivatkozások
- A Villamosok.hu részletes típusleírása
- A VEKE látogatása a bécsi Siemens járműgyárban
- Villamosbotrány Budapesten – Observer Budapest
- Ismét megbukott a körúti áramellátás – VEKE-cikk
- A budapesti Combino-k első három éve képekben
- Combino műszaki adattáblázat